# Piazza Rossa (Černihiv)
Piazza Rossa (in ucraino Красна площа?, Krasna plošča; in russo Красная площадь?, Krasnaja ploščad') è la principale piazza  di Černihiv, capoluogo dell'omonima oblast' in Ucraina.

## Storia

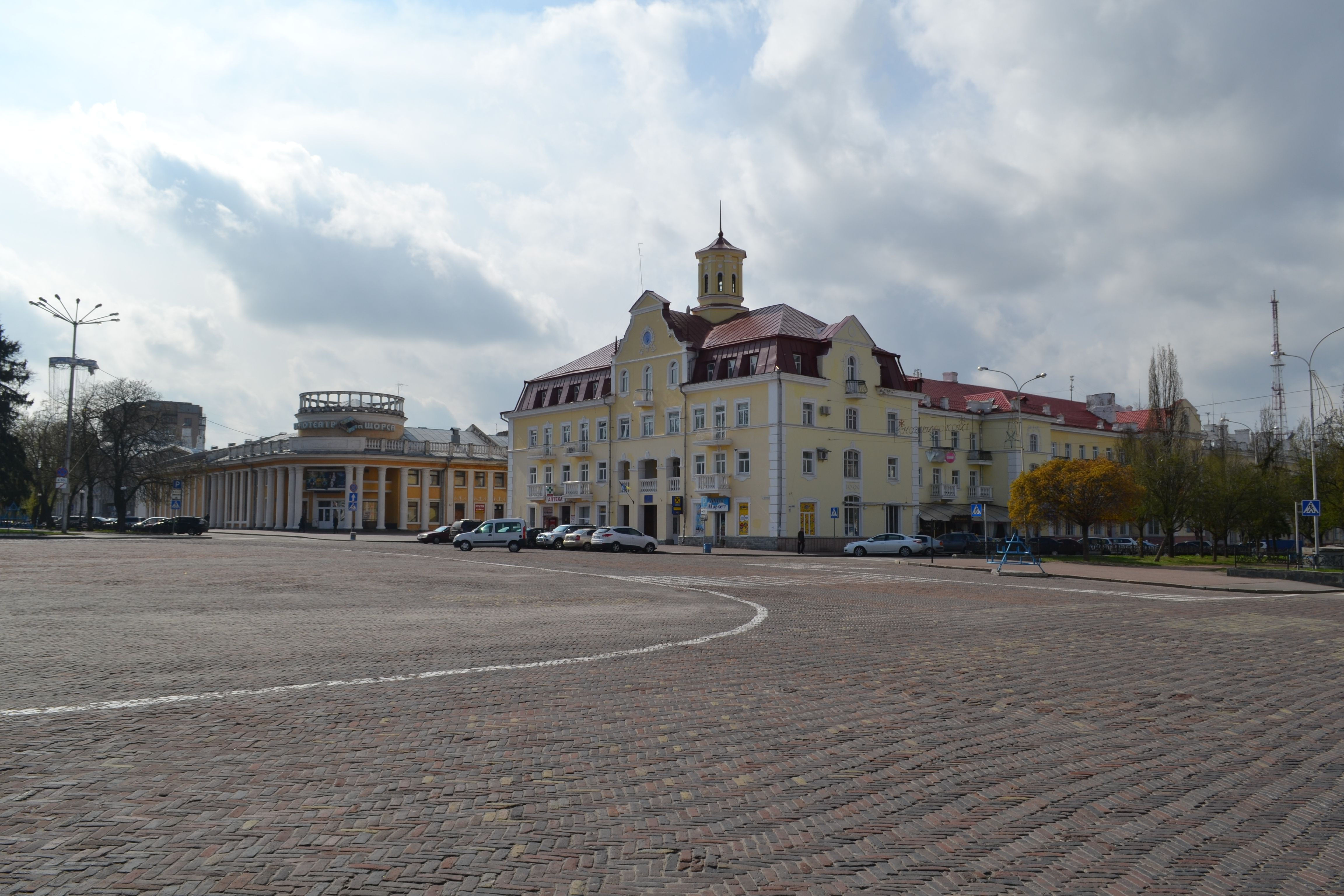
Hotel Desna e Centro giovanile regionale di Černihiv

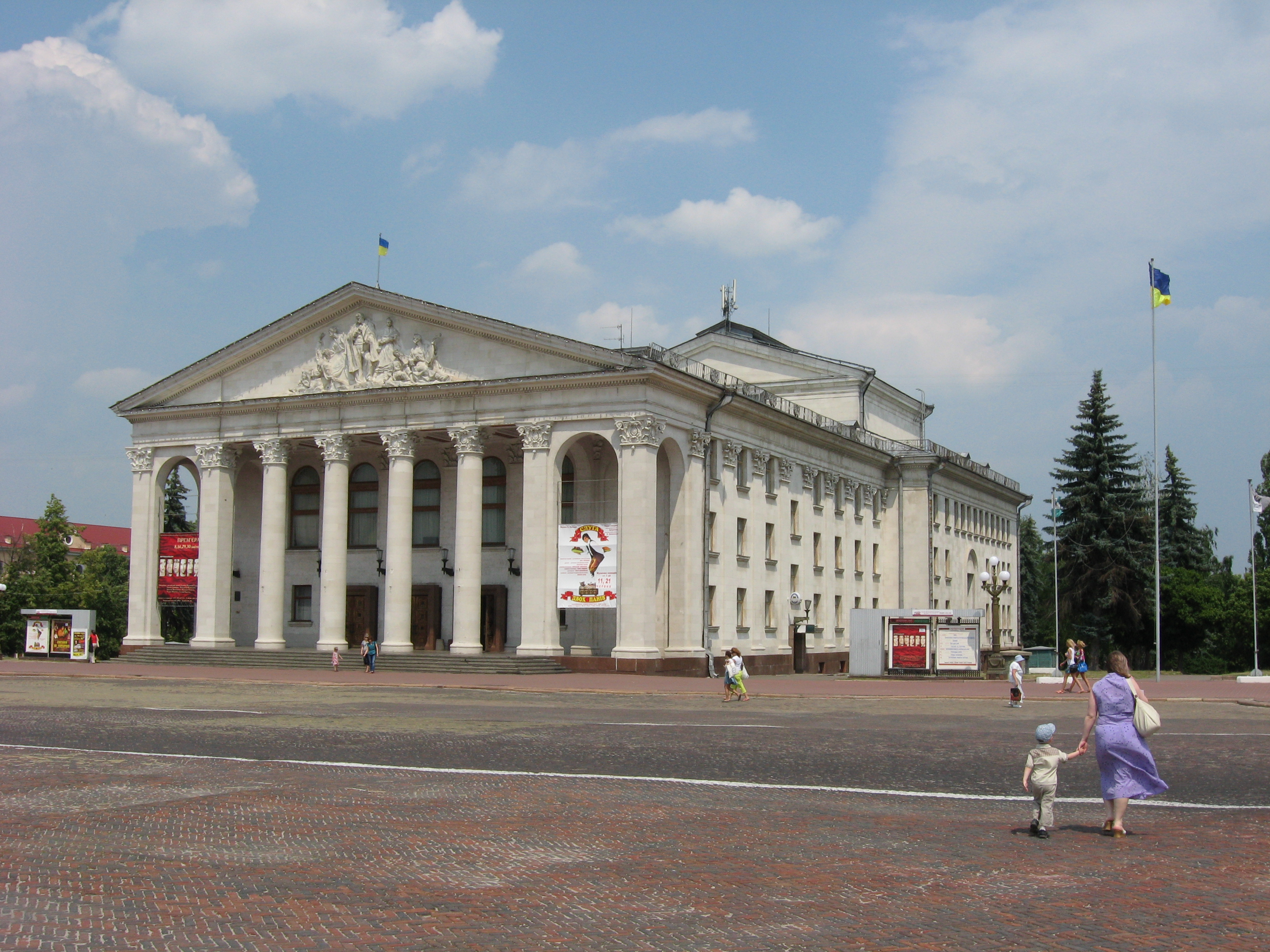
Teatro regionale accademico di musica e teatro ucraino intitolato a Taras Ševčenko

La piazza è stato il principale centro commerciale della città sin dai tempi della Rus' di Kiev e in passato, anche se si trovava nella periferia cittadina. All'inizio del XIX secolo iniziarono ad essere costruiti gli edifici amministrativi di Černihiv e nel corso degli anni ebbe varie denominazioni.

## Luoghi d'interesse
I principali edifici e luoghi d'interesse della piazza sono:
- Hotel Desna.[2]
- Teatro regionale accademico di musica e teatro ucraino intitolato a Taras Ševčenko.[3]
- Centro giovanile regionale di Černihiv.[4]